# توني جاكسون (لاعب كرة قدم أمريكية)
توني جاكسون (بالإنجليزية: Tony Jackson)‏ هو لاعب كرة قدم أمريكية أمريكي، ولد في 5 يوليو 1982 في يبسيلانتي في الولايات المتحدة.